# Принцесса Сисси
«Принцесса Сисси» (англ. Princess Sissi) — французско-канадский мультсериал производства компании Saban Entertainment, созданный аниматором Бруно Бьянки. Премьера состоялась 27 октября 1997 года на канале France 3. Сериал основан на жизни австро-венгерской императрицы, — Елизаветы Баварской по прозвищу «Сисси». Всего было выпущено 52 эпизода мультсериала.

## Сюжет
Жизнь баварской девушки Сисси меняется с того дня, когда она встречает двух благородных принцев — Франца и Карла. Вскоре Сисси и Франц начинают строить планы на совместное будущее, но есть очень много людей, которые всячески пытаются сорвать день свадьбы. Сисси и Францу придётся столкнуться с завистью, обманами, предательствами и опасностью между фронтами Австрии и Венгрии. Также Сисси и отчасти Францу препятствует Хелена — дочь генерала фон Гроссберга. В душе Франц, пожалуй, любит её, но куда меньше, чем Сисси.

## Список серий
1. Sissi Gets Her Way
2. The Unexpected Guests
3. An Imperial Surprise
4. Possi’s Little Thief
5. Helena The Terrible
6. Time To Say Good-bye
7. Taking Changes
8. An Unusual Woodsman
9. Arkas Gets His Revenge
10. The Innsbruck Kiss
11. The Parents Refuse
12. A letter From Franz
13. The Engagement Ball
14. Missed Reunions
15. First Steps In The Royal Court
16. A Gilded Cage
17. The Zaniouchka Circus
18. The Mirror’s Secret
19. An Eventful Christmas
20. The Fortress
21. Running Against Time
22. Lover’s Tif
23. They’ve Stolen Tempest
24. A Well-deserved Victory
25. Danger At The Prater
26. Sissi And Franz Keep Their Promises
27. The Tiara Is Gone
28. The Opera Caper
29. Sissi’s Sacrifice
30. Hooray Erzsebet!
31. Jealousy
32. Good-bye Budapest
33. Possi Must Be Saved
34. Sissi And The Apaches
35. Hard Times
36. The Mysterious Horsewoman
37. Hide And Seek At Schonbrunn
38. The Great Chase
39. Confessions In Venice
40. Ahriman Island
41. The Shipwreck
42. Arkas’ Prisoners
43. Private Sissi
44. Sissi In The Eye Of The Storm
45. The Three Pigeons
46. Be Careful Princess
47. Tommy’s Mystery
48. Arkas Never Gives Up
49. Dr. Fritz’s Elixer
50. Prince Fritz
51. The Double-Crossed Game
52. The Triumph Of Love

## Создание
«Принцесса Сисси» была анонсирована на выставке MIPCOM в 1995 году. Производством сериала занималась французская студия Saban Animation Paris в сотрудничестве с канадской студией CinéGroupe, немецкой ассоциацией телерадиокомпаний ARD и итальянской телекомпанией RAI. Автор сериала — французский аниматор Бруно Бьянки, известный как создатель Инспектора Гаджета, сериала «Хитклифф» и многих других успешных мультфильмов. По словам президента Saban Enterprises International Майкла Уэлтера, «Принцесса Сисси» — яркий пример корпоративной стратегии Saban — сотрудничество с партнерами по всему миру и производство мультсериалов для международного рынка. Журнал «Animation Magazine» назвал «Принцессу Сисси» одним из самых масштабных мультипликационных сериалов, произведенных в Европе. Одновременно с показом сериала в Европе проводилась его масштабная рекламная кампания. Немецкая строительная компания «ExNorm» построила два модельных дома по мотивам сериала — «Princess» и «Imperial». Авиакомпания «Austrian Airlines» разместила изображение принцессы Сисси на своих самолётах.

## Восприятие
Сериал пользовался большой популярностью во многих европейских странах. Его показ пришелся на 1998 год — столетнюю годовщину смерти Елизаветы Баварской. Сьюзан Ладика из журнала «Europe» отметила похожесть «Принцессы Сисси» на мультфильмы Диснея. Людвиг Меркле в своей книге «Sissi: The tragic empress — The story of Elizabeth of Austria» написал, что под давлением специалистов по маркетингу в мультсериал были внесены «корректировки истории»: так замок Поссенхофен оказался у подножья гор, «где цветут эдельвейсы и гнездятся орлы», Франц Иосиф стал «прекрасным принцем Францем», а сама Сисси стала блондинкой.